# 明神星
明神星（68 Leto）是第68颗被人类发现的小行星，于1861年4月29日发现。明神星的直径为122.6千米，质量为1.9×1018千克，公转周期为1695.670天。
明神星以希臘神話的女泰坦勒托命名。